# Laluque
Laluque is een gemeente in het Franse departement Landes (regio Nouvelle-Aquitaine) en telt 610 inwoners (1999). De plaats maakt deel uit van het arrondissement Dax.

## Geografie
De oppervlakte van Laluque bedraagt 53,8 km², de bevolkingsdichtheid is 11,3 inwoners per km².

## Verkeer en vervoer
In de gemeente ligt spoorwegstation Laluque.
De onderstaande kaart toont de ligging van Laluque met de belangrijkste infrastructuur en aangrenzende gemeenten.

## Demografie
Onderstaande figuur toont het verloop van het inwonertal (bron: INSEE-tellingen).